# Smalbladig sidenört
Smalbladig sidenört (Asclepias fascicularis) är en art inom familjen oleanderväxter.

### Webbkällor
- Svensk Kulturväxtdatabas